# 里多杜比
49°3′53″N 25°38′33″E / 49.06472°N 25.64250°E
里多杜比（烏克蘭語：Ридодуби），是烏克蘭的村落，位於該國西部捷爾諾波爾州，由喬爾特基夫區負責管轄，始建於1600年，面積2.75平方公里，2014年人口582，人口密度每平方公里239.6人。